# Луйк, Хельмут
Хельмут Луйк (эст. Helmuth Luik, 19 февраля 1928, Пайкузе, Пярнумаа — 5 мая 2009, Таллин) — эстонский шахматист, чемпион Эстонии по шахматам (1967), мастер спорта СССР (1967). Тренер.

## Биография
В 1949 году в Таллине окончил техникум физической культуры. После окончания учёбы работал шахматным тренером в Пярну, был шахматным судьей республиканской категории.
В чемпионатах Эстонии по шахматам завоевал золотую (1967), 2 серебряные (1954, 1965) и бронзовую медаль (1963).
В 1967 году в Юрмале на первенстве Прибалтики по шахматам выполнил норму мастера спорта СССР по шахматам.
В 1969 году победил на шахматном чемпионате эстонского спортивного общества «Калев».
Участник чемпионата СССР по шахматам в 1967 году в Харькове.
В составе сборной Эстонской ССР участник пяти командных чемпионатов СССР (1958, 1960, 1962, 1963 и 1967 гг.) и 8-го командного чемпионата СССР по переписке (1984—1987). Ещё два раза играл в командных чемпионатах СССР в составе команды ДСО «Калев» (1966 и 1968 гг.).
В составе сборной Эстонии в 2001 г. участвовал в матче со сборной Финляндии (победил Я. Веландера). В том же году играл в матче Таллин — Хельсинки (победил Т. Холопайнена).
Занимал руководящие должности в системе шахмат Эстонии — президент республиканского шахматного клуба (1967—1975), заместитель директора и директор Дома шахмат им. П. П. Кереса (1975—1992), был в президиуме шахматной федерации Эстонии.